# Vila Caiz
Vila Caiz és una freguesia portuguesa del municipi d'Amarante, amb 8,52 km² d'àrea i 3.026 habitants (2011). La densitat de població és de 355,2 hab./km². És un dels majors nuclis de les freguesies del municipi d'Amarante.

## Història
"Caiz" ve de l'àrab “cafiz” (cafís en català), mesura de capacitat agrària per a grans o sòlids usada antigament. Els pagaments a les propietats rurals es feien en cahizes o cafizes.
La freguesia de Vila Caiz antigament era una vila pertanyent a l'antic municipi de Santa Cruz de Riba Tâmega, fins al liberalisme.
Mai fou seu del municipi de Santa Cruz de Ribatâmega. Fins al 1855 tenia ajuntament i creu de terme; no tenia capità major però sí sergent major; depenia de la seu del municipi de Santa Cruz de Ribatâmega a Vila Meã.
Vila Caiz va pertànyer als senyors donants de la freguesia d'Unhão, del municipi de Felgueiras.
En lloc del Castell Vell va existir un castre lusità, relacionat amb moltes llegendes, com el penyal de la mora, el penyal de la finestra, el penyal de la cabra i el curiós penyal de la cova.
Sobre aquesta freguesia diu José Augusto Vieira en O Minho Pitoresco (El Miño pintoresc) (1886): “L'església parroquial és un temple regular i ben tractat, i n'és la construcció del s. XVIII. En el llogaret de Coura hi ha també una capella dedicada a S. Pedro i tocant el municipi amb el del Marco s'eleva en un vistós pinacle la capella de Nossa Senhora da Graça, santuari l'origen del qual s'ignora, i només se'n sap que hi hagué eremites en temps allunyats, i ja no n'hi ha perquè al 1721 no ho permeteren els arquebisbes de Braga. Aquest any, diu el Santuari marià, l'església era bonica i tenia una galilea elegant. Als nostres temps caigué l'ermita en abandó, de qual la tragué el pare António Augusto Pinto de Magalhães, i aconseguí pels seus esforços realitzar una transformació completa de la vetusta ermita, fins al punt de fer-ne un dels més bells santuaris marians del Miño”.
La troballa més recent a Vilarinho ha estat una necròpoli lusitanoromana. Aquest descobriment va ajuntar el nom de Vila Caiz i Amarante a llocs com Coïmbra, Reguengo, Borba, Reus i Sevilla, entre altres) en l'estudi de l'ocupació de l'Imperi romà, en especial sobre la circulació dels Déus de Claudi a la península Ibèrica.

## Geografia i hidrografia
La freguesia de Vila Caiz dista aproximadament 12 km de la seu del municipi, i és a la zona sud-oest i limítrofa del municipi d'Amarante, i és a mig camí entre el municipi d'Amarante i Marco de Canaveses.
Vila Caiz està molt marcada per un accentuat relleu geogràfic. És banyada pel riu Tâmega en la zona d'altitud més baixa (Vilarinho i Passinhos), i té un dels punts més alts del municipi d'Amarante (excloent-hi la serralada de Marão i Aboboreira), la Senhora da Graça, a una altura de 460.415 m amb la serra de Santa Cruz envoltant-la.
El sòl n'és majoritàriament granitíc.

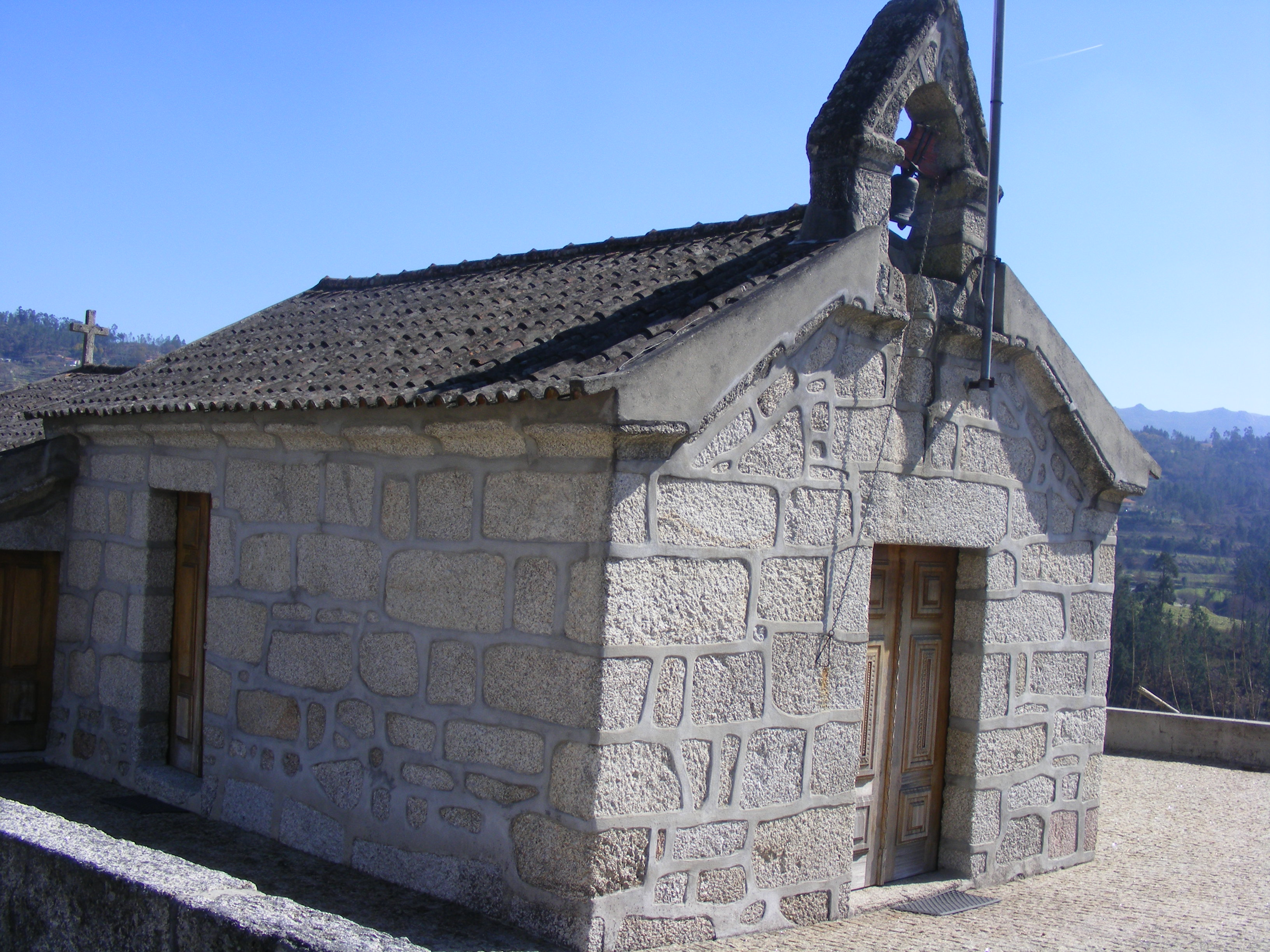
Capella de Passinhos

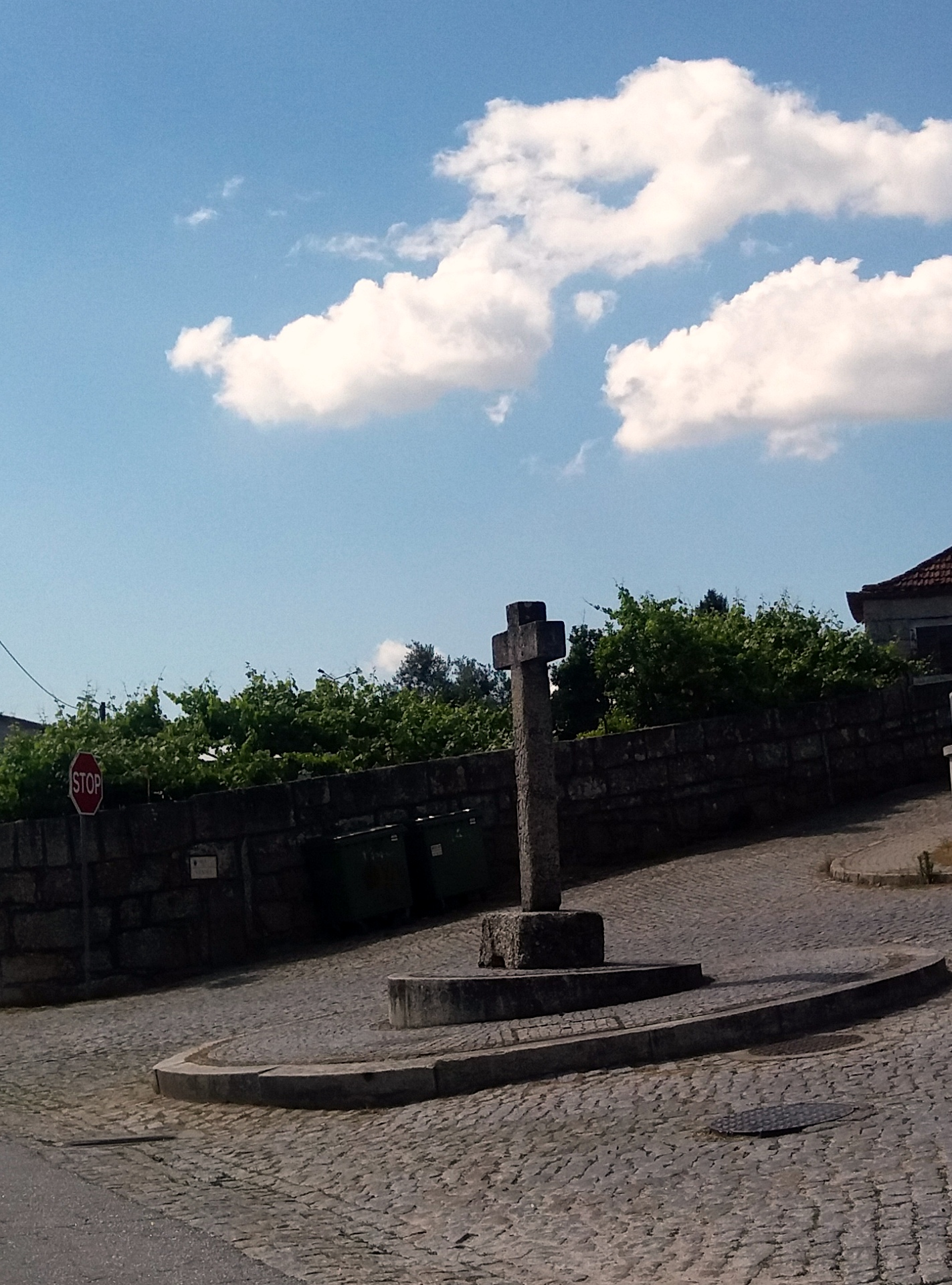
Amarante, Vila Caiz, creu de terme

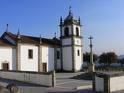
Església de Vila Caiz

## Demografia
| Població de Vila Caiz | Població de Vila Caiz | Població de Vila Caiz | Població de Vila Caiz | Població de Vila Caiz | Població de Vila Caiz | Població de Vila Caiz | Població de Vila Caiz | Població de Vila Caiz | Població de Vila Caiz | Població de Vila Caiz | Població de Vila Caiz | Població de Vila Caiz | Població de Vila Caiz | Població de Vila Caiz |
| --------------------- | --------------------- | --------------------- | --------------------- | --------------------- | --------------------- | --------------------- | --------------------- | --------------------- | --------------------- | --------------------- | --------------------- | --------------------- | --------------------- | --------------------- |
| 1864                  | 1878                  | 1890                  | 1900                  | 1911                  | 1920                  | 1930                  | 1940                  | 1950                  | 1960                  | 1970                  | 1981                  | 1991                  | 2001                  | 2011                  |
| 828                   | 885                   | 1 118                 | 1 171                 | 1 287                 | 1 275                 | 1 500                 | 1 783                 | 1 877                 | 2 121                 | 2 411                 | 2 832                 | 3 071                 | 3 398                 | 3 026                 |

Tot i duplicar la població de 1930 a 1991, Vila Caiz denota un elevat nombre d'emigració verificat en les dècades anteriors i actuals cap a estats europeus com ara Alemanya, França, Suïssa, Andorra i Luxemburg.

## Activitats professionals
Les principals activitats de la freguesia són l'agricultura (patronal/familiar) present arreu, en què destaca la producció de vinho verde, que té exportació internacional. Altres sectors importants en són la construcció civil, la transformació de fusta, i el petit comerç.

## Patrimoni
- Mirador da Senhora da Graça (amb una àmplia vista cap a la serra d'Aboboreira i els municipis limítrofs a Amarante);
- Capella de Nossa Senhora da Graça;
- Església Parroquial datada del s. XVIII (S. Miguel);
- Premsa de vi dels "Mouros" al llogaret de Coura;
- Recorregut de l'extinta Línia del Tâmega (Livração-Amarante);
- Estació de CF de Vila Caiz;
- Capella de Passinhos (S. Julião);
- Pont de Baia (pont centenari pertanyent a l'extinta Línia del Tâmega);